# Sugababes
Sugababes — женское поп-трио из Лондона (Великобритания), которое было сформировано в 1998-м году. Эта группа выпустила 27 синглов, шесть из которых стали № 1 в Великобритании, и семь альбомов, два из которых также забрались на вершину Британского альбомного чарта. Три альбома девушек стали трижды платиновыми. В 2003-м году они победили в номинации «Лучший танцевальный исполнитель», а в 2006-м году были названы в Великобритании исполнительницами двадцать первого века, опережая таких артистов, как Бритни Спирс и Мадонна. По всему миру было куплено более четырнадцати миллионов копий альбомов Sugababes.
В сентябре 2019 года группа вернула себе имя “Sugababes” и теперь её участницы Матиа, Киша и Шивон. Группа записала композицию "Flowers" вместе с DJ Spoony.  11 мая 2021 года Sugababes выпустили сингл 2001 года "Run for Cover" с участием MNEK, чтобы отпраздновать 20-летие альбома "One Touch" и планы на новую музыку.

## История

### One Touch
Группа была создана в 1998 году, когда знакомые ещё со школы Киша и Матия встретились с Шивон на вечеринке и были приглашены менеджером Роном Томом (Ron Tom). Название произошло от школьного прозвища Киши — «sugar baby», то есть «сахарная детка». Таким образом, в 14 лет им был предложен контракт от компании Лондон Рекордз (London Records), и они стали называться Sugababes.
Первый дебютный сингл «Overload» взобрался на шестое место британского чарта синглов, а также был номинирован как «лучший сингл» на Brit Awards. Он был успешен и в других странах: в Германии взобрался на третью позицию, а в Новой Зеландии — на вторую.
Альбом «One Touch» породил ещё несколько хит-синглов: «New Year», «Run for Cover» и «Soul Sound», которые хоть и не были столь успешны, как дебютная Overload, но укрепили популярность группы».
В 2001 году из группы, ссылаясь на личные причины, ушла Шивон Донахью. Её заменила бывшая участница группы Atomic Kitten Хайди Рейндж.
В октябре 2021 года, группа перевыпустила альбом под названием «One Touch», альбом посвящён 20 летию группы и включает как старые композиции, так и демо версии записанные в период выпуска первого альбома.

### Angels with Dirty Faces

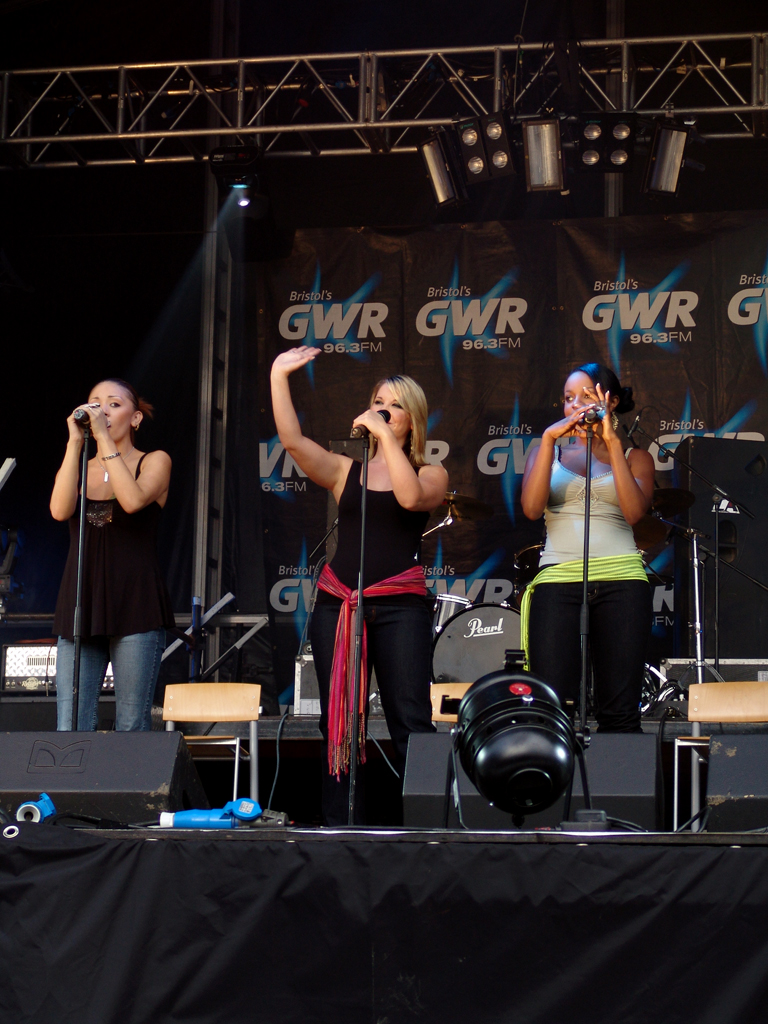
Второй состав Sugababes. Слева-направо: Матиа Буэна, Хайди Рэйндж, Киша Бьюкенен

С новым составом группа поменяла и звукозаписывающую компанию. Теперь ей стала Айленд Рекордз (Island Records).
Первый сингл — «Freak like me» — был спродюсирован Ричардом Экс (Richard X). Успех сингла был неоспоримым, и песня взобралась на вершину чарта Великобритании, став первым синглом № 1.
Вторым синглом с альбома стала песня «Round Round», повторившая достижения Freak Like Me и также забравшаяся на № 1 в Британии. Также песня достигла второго места в Ирландии, Нидерландах и Новой Зеландии.
Всё это помогло второму студийному альбому группы достичь огромной популярности: он стал трижды-платиновым в Соединённом Королевстве и смог преодолеть отметки в миллион продаж в Европе.
Третий сингл альбома — «Stronger» — также ждал успех в Великобритании, где он забрался на шестое место в чарте синглов. Сингл был двойным, и его заглавной стала песня — «заголовок» второго альбома — «Angels With Dirty Faces». Клип «Stronger» продержался 12 недель в Sms Чарте на MTV-Russia и достиг 18 места. Завершала же череду синглов с «Ангелов с грязными лицами» баллада «Shape», где были использованы семплы песни Стинга «Shape of my heart».

### Three
В конце 2003 года был выпущен третий студийный альбом группы, названный Three. Его «визитной карточкой» стала песня «Hole in the head», уже по традиции забравшаяся на первое место в чарте синглов. Также он добрался до первого места в Дании и до второго места в Ирландии, Нидерландах и Норвегии. Кроме того, это был первый сингл, оказавшийся в Billboard Hot 100, побывав там на 96-м месте.
Второй сингл «Too Lost In You» стал саундтреком к фильму «Реальная любовь», добравшись до № 10. Третий сингл «In the Middle» повторил успех своего предшественника и добрался до восьмой строчки высшей десятки синглов Великобритании. Заключительным синглом стала песня «Caught in a Moment», взявшая № 8.
Тем временем было анонсировано, что одна из участниц группы, Матиа Буэна, ждёт ребёнка от своего бойфренда Джея. Дочь родилась в марте 2005-го года.

### Taller in More Ways
2 октября 2005 года сингл Push the Button дебютировал на первом месте чарта синглов Великобритании, что позволило говорить уже о четвёртом сингле, дошедшем до первого места, в Британии и о первом сингле, дошедшем до первого места, в Ирландии. Только в Великобритании было продано более трёхсот тысяч копий этого сингла. Также он добрался до первого места в Австрии и Новой Зеландии. В Австралии сингл стал платиновым и дошёл до третьей строчки в чарте синглов этой страны. Вскоре Push the Button был номинирован на BRIT Awards как лучший британский сингл.
16 октября 2005 года новый альбом Taller in More Ways стал первым альбомом номер один в Британии. В это же время группа заняла также первые места в чартах синглов, прокруток по радио и интернет-скачиваний.
За Push the Button последовал сингл Ugly, который также снискал большую популярность у слушателей.
Под новый год, 21 декабря 2005 года, было объявлено, что Матиа Буэна уходит из группы. По сообщению официального сайта группы, «Решение Буэны было связано прежде всего с личными причинами, и она останется лучшей подругой для Хейди и Киши». Последняя участница первоначального состава, Кийша, сказала после выхода Буэны из группы: «Мы все будем скучать по Матии, но мы также понимаем, что остаётся свободное место для приглашения кого-то нового, который бы помог нам держать бренд Sugababes на вершине музыки».
Её заменила Амелл Берраба (Amelle Berrabah), которая присоединилась к группе в конце декабря. До Sugababes Амелла участвовала в группе «Boo 2» вместе со своей сестрой, Самией.
Третьим синглом была перезаписанная песня Red Dress, которая вышла в начале 2006 года. Берраба перезаписала три песни, а также написала вместе с другими участницами новую песню. Результатом всего этого стало переиздание альбома, которое помогло добраться ему до 18 места в британском чарте альбомов.
Финальным синглом с четвёртого альбома стал «Follow Me Home», который достиг 32 места в британском сингловом чарте.

### Overloaded: The Singles Collection
2006й год ознаменовался для девушек выходом их первого сборника хитов. Сборник они назвали «Overloaded: The Singles Collection», куда вошли все синглы с первых четырёх альбомов, за исключением «New Year», «Soul Sound», «Angels with Dirty Faces» и «Follow Me Home», которые не были выпущены в большинстве стран Европы. Также для компилляционного альбома были записаны две песни, одна из которых — Easy — была выпущена, как сингл, и достигла восьмого места в Британском чарте синглов.
В конце 2006 года было анонсировано, что группа запишет совместный сингл с другой британской поп-группой — Girls Aloud — для благотворительных целей. Сингл называется «Walk This Way» и представляет собой кавер-версию одноимённого сингла групп Aerosmith и Run DMC. Песня забралась на первое место в британском чарте и стала пятым синглом № 1 у Sugababes и третьим № 1 у Girls Aloud. Кроме того, это первый № 1 с новой участницей Амеллой.

### Change
После компилляционного альбома и тура в его поддержку девушки вернулись в звукозаписывающую студию для записи нового альбома, который стал называться Change. Это первый альбом, полностью состоящий из вокала девушек в новом составе. Продюсированием альбома занимались такие деятели, как Уильям Орбит, Даллас Остин, Лукаш Готтвальд, Xenomania.
Заглавным синглом стала песня About You Now, написанная Лукашом Готтвальдом, которая взорвала европейские чарты. Так, в родной Британии она продержалась на первом месте четыре недели и по состоянию на май 2008 года является самым продаваемым синглом за всю историю группы. Песня достигла шестого места в общегодовом чарте. Но продажи альбома не могут похвастаться подобными результатами: они значительно уступают продажам альбомов Angels With Dirty Faces, Three и Taller In More Ways.
Вторым и третьим синглами с альбомами стали Change и Denial. Denial стал самым проигрываемым синглом в российском радиоэфире, добравшись до 17-го места в радиочарте. Премьера клипа «Denial» на MTV-Russia состоялась 25 февраля 2008 года. Сингл ждал коммерческий успех в Европе. Четвёртого сингла с альбома не будет.

### Catfights and Spotlights
После альбома Change и тура в его поддержку девушки вернулись в звукозаписывающую студию для записи нового альбома, который стал называться Catfights and Spotlights.
Релиз альбома группа анонсировали на 20 октября 2008 года. Следует заметить, что в качестве синглов с этого альбома были выпущены только 2 трека, первый из которых занял лидерские позиции в чартах, а второй даже не вошёл в десятку.

### Sweet 7 и уход Киши из группы

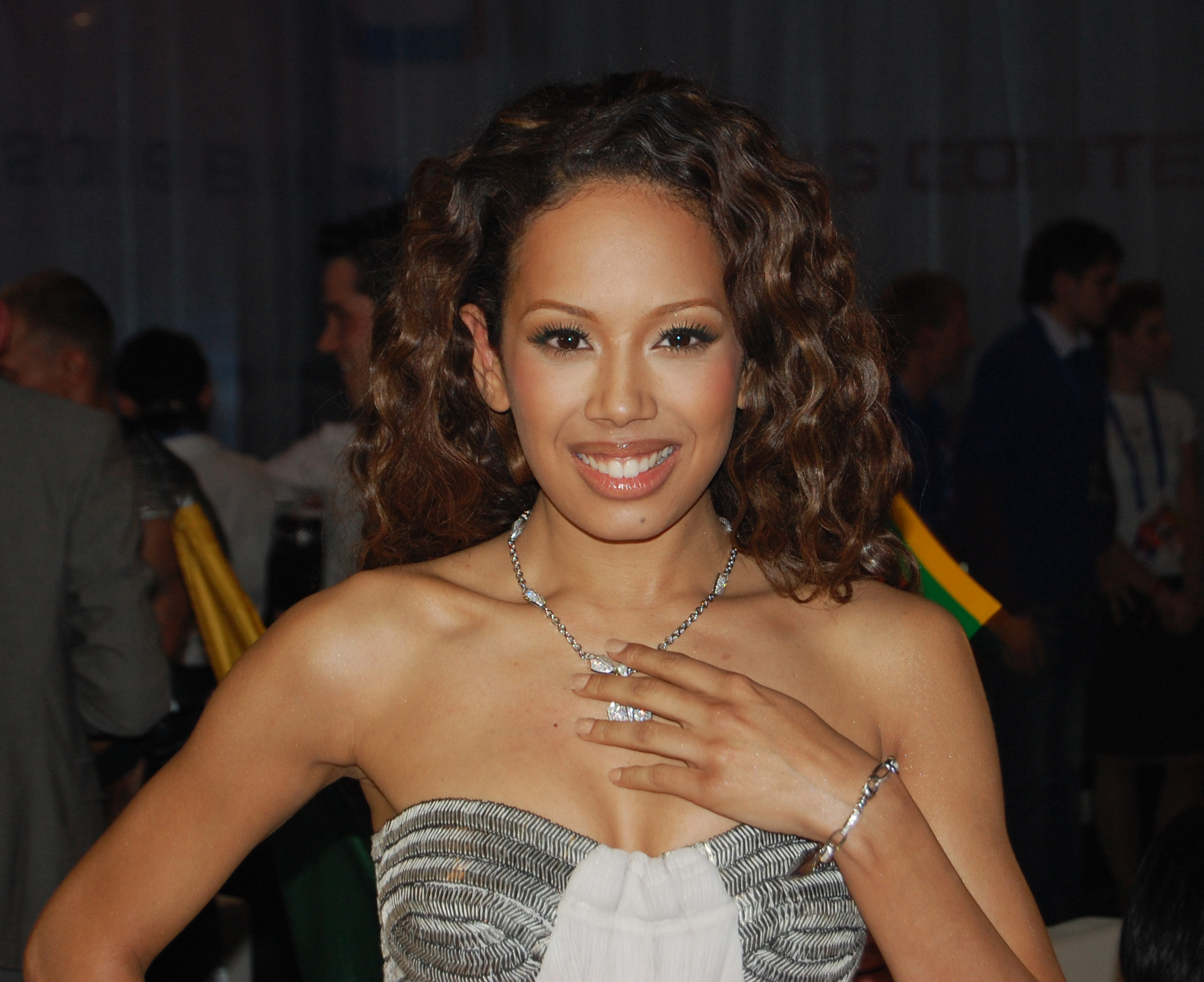
Джейд Юэн, заменившая в группе Кишу Бьюкенен

В 2009 году группа подписала контракт с лейблом рэпера Jay-Z «Roc Nation», тем самым открывая для себя новые рынки для продвижения своей музыки. Первый сингл «Get Sexy» с нового, седьмого по счёту, альбома группы вышел 31 августа 2009 года и дебютировал на 2 месте в официальном чарте Великобритании 9 сентября. 21 сентября Киша объявила о своём уходе из группы и планах начать сольную карьеру. На место Киши взяли участницу конкурса «Евровидение 2009» от Великобритании Джейд Юэн. Альбом был перезаписан, в трек-лист была включена новая композиция, а сам его релиз был отложен до 8 марта 2010 года. Несмотря на это, в сеть попал семплер первоначальной версии альбома, состоящий из 6 треков: «Get Sexy», «About a Girl», «Miss Everything» (совместно с Шоном Кингстоном), «Wear My Kiss», «Wait For You» и «Thank You For The Heartbreak» с вокалом Киши. В целом песни семплера получили хорошую оценку от слушателей, но многие отмечали излишнюю «мейнстримовость» нового звучания группы, а вкупе со сменой участницы большое количество поклонников группы в ней разочаровалось.
Первый сингл, вышедший с новой участницей, «About a Girl», был записан в сотрудничестве с продюсером RedOne и добрался в официальном чарте Великобритании до 8 места. Выбор третьего сингла стоял между новозаписанной песней «Crush & Burn» и уже услышанной меломанами «Wear My Kiss». Выбор пал на вторую, и премьера видеоклипа на песню состоялась в январе 2010 года, в марте сингл дебютировал в официальном чарте Великобритании на 7 строчке, сделав альбом «Sweet 7» третьим альбомом группы (после «Three» и «Taller In More Ways»), минимум три сингла с которого входили в топ-10 хитов чарта. Альбом дебютировал под номером 14 в чарте продаж музыкальных альбомов Великобритании. После выхода нового сингла «Freedom» в конце 2011 года девушки решили сделать перерыв в творчестве на неопределённый срок.

### Слухи о восьмом альбоме и распад группы
В апреле 2012 года появилась информация, что оригинальный состав группы подписал контракт с лейблом «Polydor Records» и намерен выпускать новый материал под новым названием. Позже было сообщено, что Матия, Шивон и Киша намерены представить новую музыку уже в 2012 году. В интервью MTV News певица и автор песен Emeli Sandé подтвердила, что сотрудничает с девушками и написала для них несколько песен. 19 июля 2012 года оригинальный состав «Sugababes» объявил название, под которым они отныне планируют выступать и выпускать новый материал, «Mutya Keisha Siobhan».
Тем временем, в июне 2012 Хайди сообщила, что действующий состав группы не планирует выпускать новый материал в 2012 году.
В сентябре 2013 года, Джейд Юэн заявила что группа прекратила своё существование в 2011 году. Амелл Берраба опровергла данное заявление, добавив что группа возможно снова соберется в студии для записи альбома в ближайшее время, когда девушки закончат со своими соло проектами..

## Дискография (синглы и альбомы)
В третьем столбце указана пиковая позиция в Британском чарте синглов
| Год  | Сингл                                | UK | Альбом                             |
| ---- | ------------------------------------ | -- | ---------------------------------- |
| 2000 | Overload                             | 6  | One Touch                          |
| 2000 | New Year                             | 12 | One Touch                          |
| 2001 | Run For Cover                        | 13 | One Touch                          |
| 2001 | Soul Sound                           | 30 | One Touch                          |
| 2002 | Freak Like Me                        | 1  | Angels With Dirty Faces            |
| 2002 | Round Round                          | 1  | Angels With Dirty Faces            |
| 2002 | Stronger / Angels with Dirty Faces   | 7  | Angels With Dirty Faces            |
| 2003 | Shape                                | 11 | Angels With Dirty Faces            |
| 2003 | Hole in the Head                     | 1  | Three                              |
| 2003 | Too Lost in You                      | 10 | Three                              |
| 2004 | In the Middle                        | 8  | Three                              |
| 2004 | Caught in a Moment                   | 8  | Three                              |
| 2005 | Push the Button                      | 1  | Taller in More Ways                |
| 2005 | Ugly                                 | 3  | Taller in More Ways                |
| 2006 | Red Dress                            | 4  | Taller in More Ways                |
| 2006 | Follow Me Home                       | 32 | Taller in More Ways                |
| 2006 | Easy                                 | 8  | Overloaded: The Singles Collection |
| 2007 | Walk This Way (вместе с Girls Aloud) | 1  | -                                  |
| 2007 | About you now                        | 1  | Change                             |
| 2007 | Change                               | 13 | Change                             |
| 2008 | Denial                               | 15 | Change                             |
| 2008 | Girls                                | 3  | Catfights and Spotlights           |
| 2009 | No Can Do                            | 23 | Catfights and Spotlights           |
| 2009 | Get Sexy                             | 2  | Sweet 7                            |
| 2009 | About a Girl                         | 8  | Sweet 7                            |
| 2010 | Wear My Kiss                         | 7  | Sweet 7                            |
| 2011 | Freedom                              | -  | -                                  |